# Anton Szandor LaVey
Anton Szandor LaVey, született Howard Stanton Levey (Chicago, Illinois, 1930. április 11. – San Francisco, Kalifornia, 1997. október 29.) a Sátán Egyházának alapítója és főpapja volt, emellett író, okkultista, színész és zenész. Ő írta a Sátáni Bibliát és hozzá köthető a sátánizmus (ld. LaVey-i sátánizmus) vallásként való elismertetése, ami vegyíti saját, az emberi természetről meglévő ismereteit a materializmus és az individualizmus mellett elkötelezett filozófusok meglátásaival, és aminek megfogalmazásához nem vett igénybe „természetfeletti útmutatást”. LaVey nem tekinti a „Sátán”-t szó szerint vett istenségnek vagy entitásnak, csupán egy történelmi és irodalmi alaknak, ami a földi értékeket szimbolizálja.

## Életrajz
LaVey Chicagóban (Illinois állam) született. Családja hamarosan San Franciscóba (Kalifornia állam) költözött, ahol LaVey korai éveit San Francisco Bay Area nevű részén töltötte, később Zone-ban (Arizonában) élt. Életrajza szerint ősei zsidó, francia, román, német, orosz és elzászi eredetűek. Szülei támogatták zenei képességeinek fejlődését, ő pedig több hangszeren is kipróbálta magát. Kedvencei a billentyűsök voltak, köztük az orgona és a calliope (egyfajta gőzzel, vagy sűrített levegővel hajtott orgona).
LaVey az életrajza szerint otthagyta a középiskolát, hogy cirkuszokhoz és karneválokhoz csatlakozzon, ahol előbb segédmunkákat végzett és így kapcsolatba került a nagymacskákkal, később zenész lett és calliope-n játszott. LaVey később megjegyezte, hogy látta, amint ugyanazok az emberek látogatják az erkölcstelen szombat esti műsorokat és a vasárnap reggeli evangelizációs sátrakat. Mindezek csak megerősítették növekvő cinikus vallási nézeteit. A későbbiekben sok dolga akadt bárokban, lokálokban és éjszakai klubokban orgonistaként. Míg orgonán játszott a Los Angeles-i kabaré műsorokban, állítólag rövid viszonya volt Marilyn Monroe-val (később vitatott állítás).
Életrajza szerint LaVey visszaköltözött San Franscisco-ba, ahol fotósként dolgozott a rendőrségnek. Később az életrajzírók megkérdőjelezték, hogy valaha is dolgozott a rendőrségnek, minthogy nincsenek feljegyzések, amelyek alátámasztják ezt az állítást. LaVey találkozott és összeházasodott Carole Lansinggel, aki 1952-ben megszülte első gyermekét, Karla LaVey-t. 1960-ban elváltak, miután LaVey életébe belépett Diane Hegarty. Hegarty és LaVey sohasem házasodtak össze, de társak voltak sok éven keresztül, tőle született második lánya Zeena Galatea LaVey 1964-ben.
Paranormális kutatásai miatt helyi hírességé vált és orgonistaként (beleértve wurlitzeres fellépéseit is a Lost Weekend koktélbárban) lehetősége nyílt sok San Francisco-i neves személy elcsábítására saját partijaira. A vendégek között megfordult Carin de Plessin, Michael Harner, Chester A. Arthur III, Forrest J. Ackerman, Fritz Leiber, dr. Cecil E. Nixon, és Kenneth Anger is.
LaVey 1997. október 29-én halt meg szívelégtelenségben, de a Sátán Egyháza azóta is működik Peter H. Gilmore, Peggy Nadramia és Blanche Barton vezetésével.

## Könyvek

### LaVey könyvei
- The Satanic Bible (Avon, 1969, ISBN 0-380-01539-0)
- The Compleat Witch, or, What to do When Virtue Fails (Dodd, Mead, 1971, ISBN 0-396-06266-0); republished as The Satanic Witch (Feral House, 1989, ISBN 0-922915-00-8); re-released with an introduction by Peggy Nadramia, and an afterword by Blanche Barton (2003, ISBN 0-922915-84-9).
- The Satanic Rituals (Avon, 1972, ISBN 0-380-01392-4)
- The Devil's Notebook (Feral House, 1992, ISBN 0-922915-11-3)
- Satan Speaks!, introduction by Blanche Barton, foreword by Marilyn Manson (Feral House, 1998, ISBN 0-922915-66-0)

### Könyvek LaVey-ről
- The Devil's Avenger: A Biography of Anton Szandor LaVey by Burton H. Wolfe (Pyramid Books, 1974, ISBN 0-515-03471-1, Out of print)
- The Secret Life Of A Satanist: The Authorized Biography of Anton LaVey by Blanche Barton (Feral House, 1990, ISBN 0-922915-12-1)
- Popular Witchcraft: Straight from the Witch's Mouth by Jack Fritscher ; featuring Anton LaVey (University of Wisconsin Press : Popular Press, 2004, ISBN 0-299-20300-X, hardcover, ISBN 0-299-20304-2, paperback)